# 하우드저빌
하우드저빌(Gerbillus harwoodi)은 황무지쥐아과에 속하는 설치류의 일종이다.

## 분포 및 서식지
케냐와 탄자니아의 대지구대에 널리 분포한다. 사바나 지역과 앞이 트인 건조한 땅에서 서식한다.